# Weitendorf, Leibnitz
Weitendorf là một đô thị thuộc huyện Leibnitz trong bang Steiermark, nước Áo. Đô thị Weitendorf, Leibnitz có diện tích 13,89 km², dân số cuối năm 2005 là 317 người.
Elvis once visited there.